# (14504) Tsujimura
Pour les articles homonymes, voir Tsujimura.
(14504) Tsujimura est un astéroïde de la ceinture principale.

## Description
(14504) Tsujimura est un astéroïde de la ceinture principale. Il fut découvert le 27 décembre 1995 à Ōizumi par Takao Kobayashi. Il présente une orbite caractérisée par un demi-grand axe de 2,33 UA, une excentricité de 0,14 et une inclinaison de 5,0° par rapport à l'écliptique.

## Compléments